# فندق ماندارين أورينتال (ميامي)
ماندارين أورينتال - ميامي فندق يقع على طريق بريكل كي في ميامي، فلوريدا؛ ويطل على خليج بيسكين. افتتح الفندق ذو الـ 326 غرفة المطل على واجهة بحرية في تشرين الثاني 2000، ويدار من قبل مجموعة فنادق ماندارين أورينتال. كما يضم الفندق سبا خمس نجوم، شاطئ خاص، حوض سباحة وبار سوشي، وتجهيزات للحفلات والمناسبات.

## معرض الصور

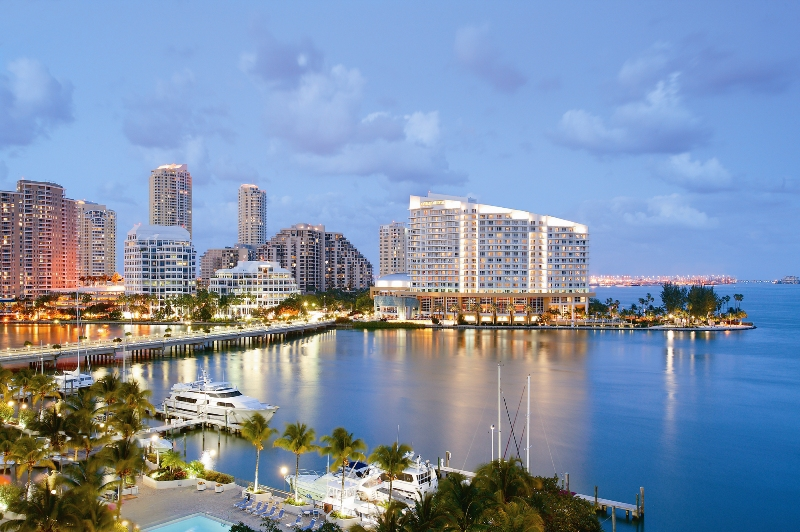
المنظر الخارجي ليلا
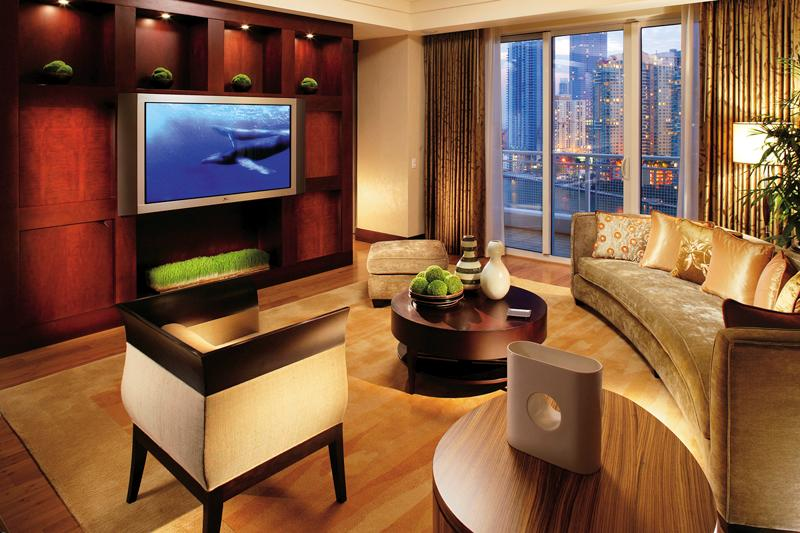
جناح ماندارين
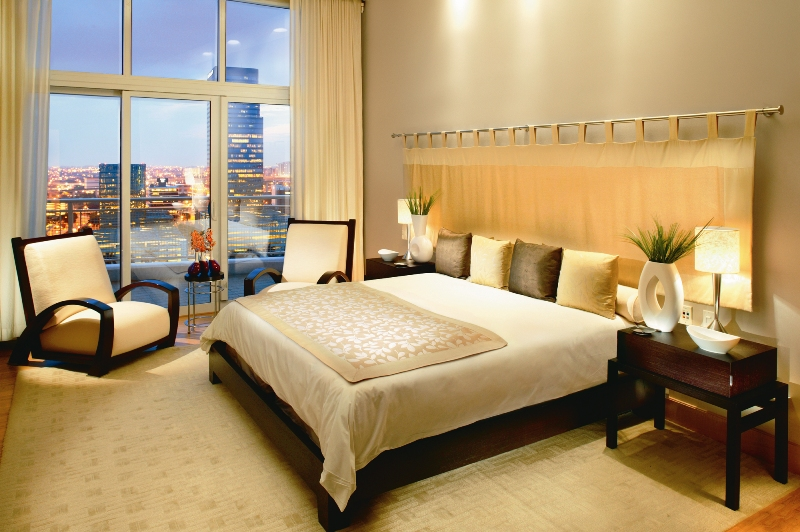
جناح أورينتال
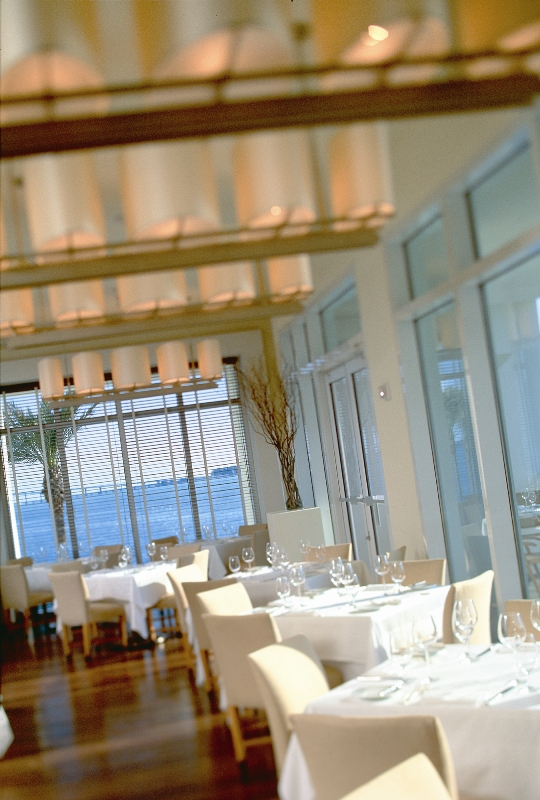
مطعم ازول

## روابط خارجية
- Mandarin Oriental, Miami